# 設計
所謂設計，即「设想和计划，设想是目的，计划是过程安排」，通常是指有目標和計劃的創作行為及活动。 
原意是“设置摆放其元素，并计量评估其效用”，现代通常指预先描绘出工作结果的样式、结构及形貌，通常要绘制图样。设计在服饰、建筑、工程项目、产品开发以及艺术创作等领域起着重要的作用。

## 簡述
最簡單的關於設計的定義，就是一種有目的的創作行為。同時設計的過程是要經歷情報的收集及分析，再將不同的情報築起一件作品，故設計又可以叫作情報的建築。 
然而設計也是一種職業，例如在電影業中有場景設計一職。而由設計這個字沿伸出來有相當多的理論和議題，以設計為職業的社會環境通常就叫做設計界。
設計界因歐美國家發展理論歷史悠久，故設計史和设计艺术学相關理論，常以歐美的工業設計、建築設計為兩大主流。
在西方，大型的設計系統，往往以Architecture建築來稱呼。這邊指的建築並非具體的建築學、而是一種抽象的形容。

## 類型
設計的類型相當多，下面列出歷史較久、較廣為人知的設計類型。更多的設計類型請參看設計下面的目錄。

### 大系統類型
- 工業設計（Industrial Design）
  - 计算机自动设计（Computer-Automated Design，CAutoD）
  - 家具設計（Furniture Design）
  - 交通工具設計（Transportation Design）
  - 產品設計（Product Design）
  - 软件设计（Software design）
  - 系统設計（System Design）
- 环境设计（Environment Design）
  - 建筑设计（Architectural Design）
  - 室内设计（Interior Design）
  - 公共艺术设计（Public Art）
  - 城市规划设计（Urban Plan Design）
  - 景观设计（Landscape Design）

- 視覺傳達設計（Visual Design）
  - 廣告設計（Advertisement Design）經常只以廣告代稱。
  - 包裝設計（Package Design）
  - 插畫設計（Illustration Design）
  - 動畫設計（Animation Design）
  - 網頁設計（Web Design）

- 流行時尚設計（Trend Design）
  - 劇裝設計（Cosmetics Design）
  - 服裝設計（fashion Design）
  - 珠寶設計（Jewelry Design）

- 設計理論（Design Theory）
  - 设计史
  - 设计批评

### 活躍的類型
下面這兩者的領域往往極為相似、然而目前溝通設計因涵蓋範圍極有彈性，在學術上發展的極為快速。包裝設計（Package Design）目前也歸在這兩種類型之下。
- 傳媒設計（Visual communication）有時也稱為溝通（中国大陆翻译为“传播”）藝術（Communication Arts）或是視覺傳達設計（传播学界翻译为“視覺傳播”Visual communication）
- 平面設計（Graphic Design）
- 形象設計（VI Design）

### 近代興起的類型
- 資訊設計（Information Design）
- 網頁設計（Web Design）
- 互動設計（Interaction Design）
- 動畫設計（Animation Design）
- 人機界面設計（User Interface Design）
- 通用設計（或全方位設計）
- 服務設計（Service Design）
- 社會設計（Social Design）

## 參看
- 設計運動
- 设计艺术学
- 美術
- 藝術
- 類型 (藝術)
- 商業藝術（英语：Commercial art）